# Slessbergets naturreservat
Slessbergets naturreservat är ett naturreservat i Södertälje kommun i Stockholms län. Reservatet ligger på ön Mörkö och bildades i oktober 1992 samt omfattar en areal om 32,03 hektar. Direkt söder om Slessberget ansluter Kålsö naturreservat.

## Beskrivning
Området är även ett Natura 2000-område tack vare förekomsten av klippvegetation på silikatrika bergssluttningar. Uppe på Slessberget, som har givit reservatet sitt namn, finns en fornborg med storlek ungefär 200x110 meter (RAÄ-nummer Mörkö 24:1). Borgen har höga branta sidor och stup. I reservatet finns mycket gamla döda träd. Området är kuperat men på en liten markerad skogsstig tar man sig till fornborgen och utsiktspunkten.

## Syftet
Enligt kommunen är syftet med reservatet "att bevara ett naturområde som präglas av klippmassiv och naturligt växande barrskog och med en rik och ovanlig fauna som är knuten till sådana naturtyper".

## Bilder

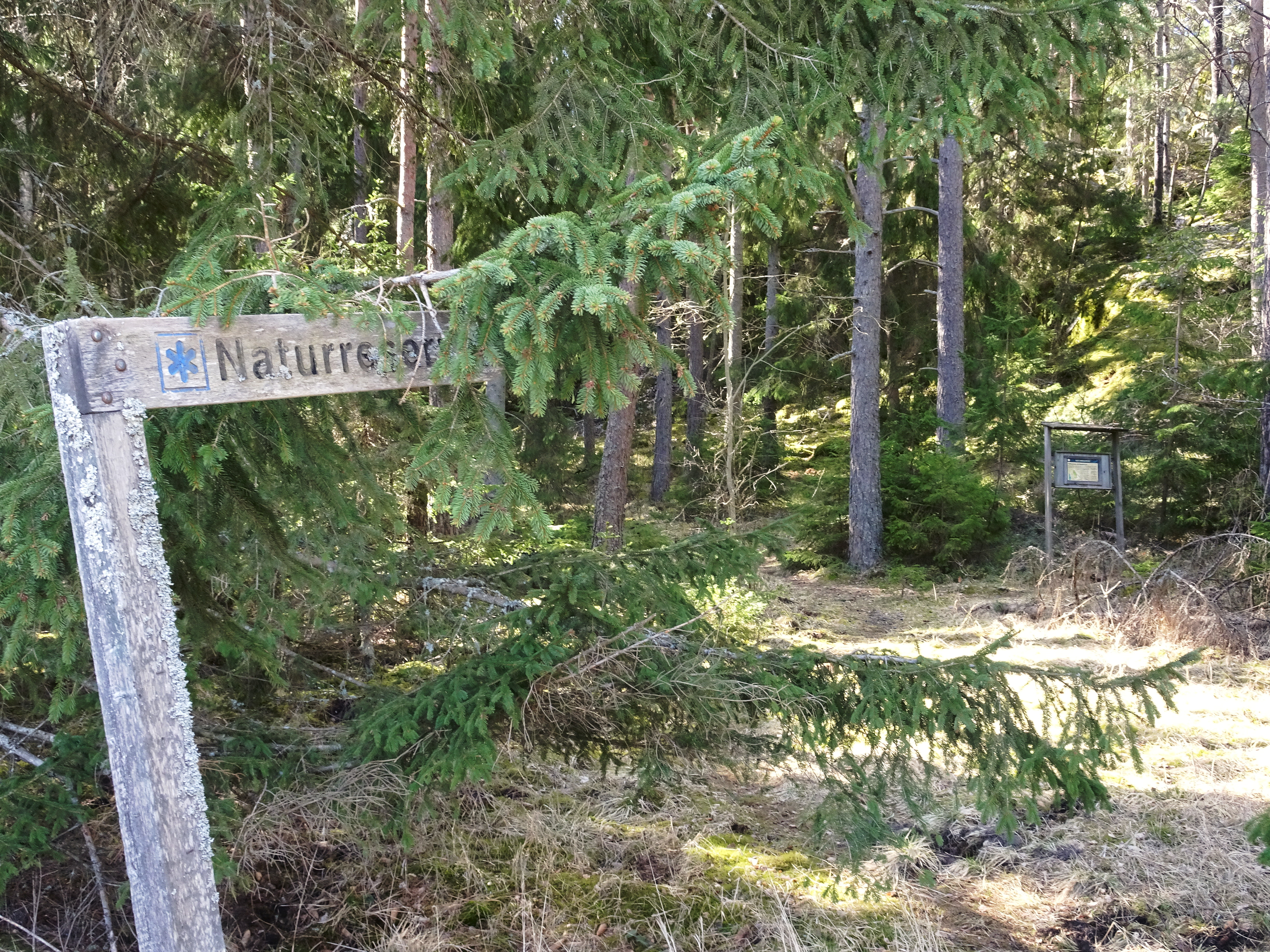
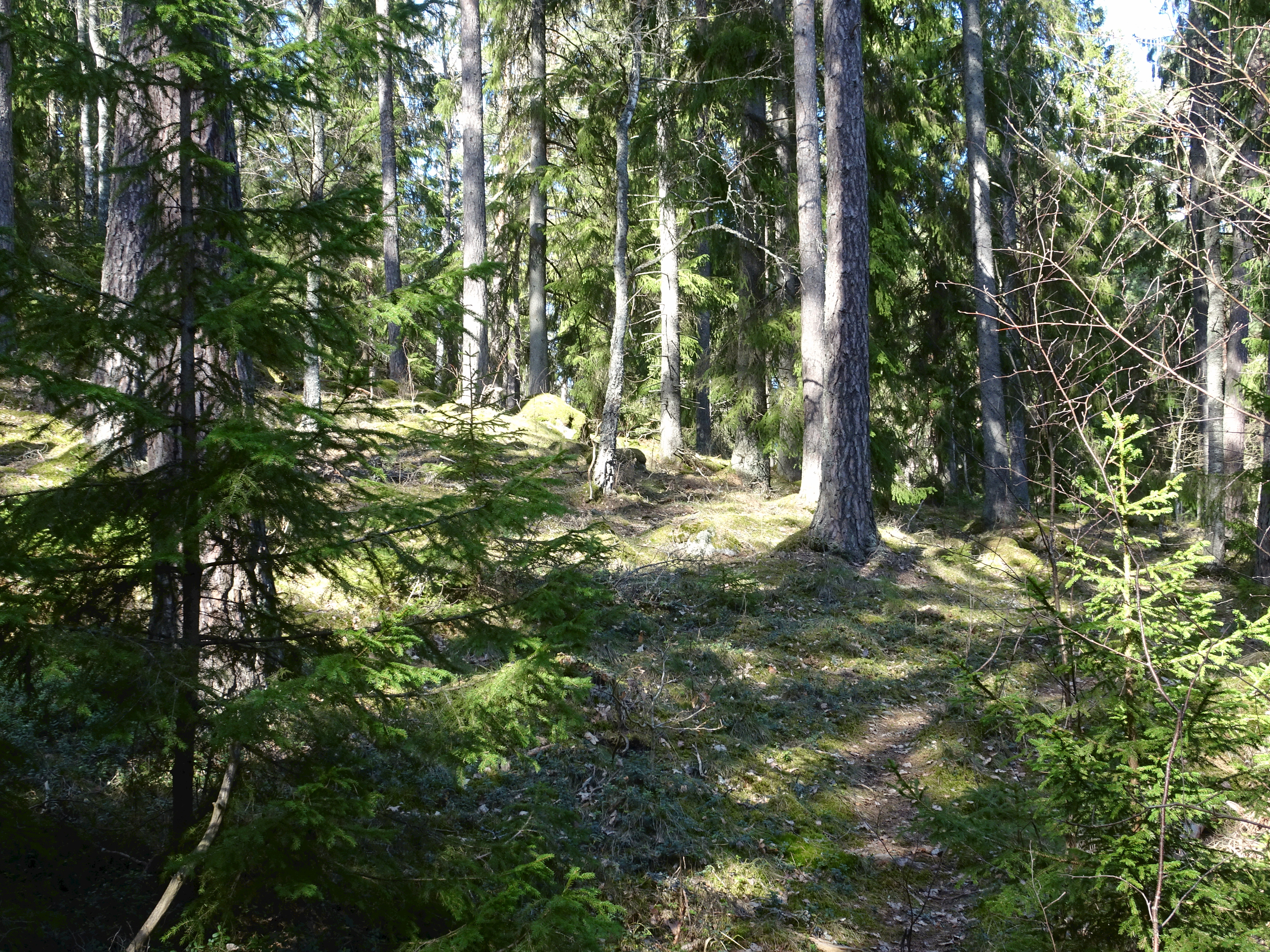

## Karta
- Slessbergets naturreservat, naturkarta.